# Black Island Channel
Der Black Island Channel (in Chile gleichbedeutend Canal Isla Negra) ist eine schmale Meerenge zwischen Black Island und Skua Island in der Gruppe der Argentinischen Inseln des Wilhelm-Archipels.
Teilnehmer der British Graham Land Expedition (1934–1937) unter der Leitung des australischen Polarforschers John Rymill kartierten den Kanal im Jahr 1935 und benannten ihn nach der benachbarten Insel.